# Faust (film 2011)
Faust – rosyjski dramat filmowy z 2011 roku, w reżyserii Aleksandra Sokurowa. Adaptacja dramatu pod tym samym tytułem autorstwa Johanna Wolfganga Goethego oraz powieści Tomasza Manna pt. Doktor Faustus.
Światowa premiera filmu nastąpiła 8 września 2011 roku, podczas 68. Międzynarodowego Festiwalu Filmowego w Wenecji, gdzie film brał udział w konkursie głównym. Na tym festiwalu obraz otrzymał nagrodę główną − Złotego Lwa.

## Obsada
- Johannes Zeiler jako Faust
- Anton Adasinsky jako Moneylender (Mephistopheles)
- Isolda Dychauk jako Gretchen
- Georg Friedrich jako Wagner
- Hanna Schygulla jako żona Moneylendera
- Antje Lewald jako matka Gretchen
- Florian Brückner jako Valentin
- Sigurður Skúlason
- Maxim Mehmet jako przyjaciel Valentina

## Nagrody i nominacje
68. Międzynarodowy Festiwal Filmowy w Wenecji
- nagroda: Złoty Lew − Aleksandr Sokurow

16. ceremonia wręczenia Satelitów
- nominacja: najlepszy film zagraniczny (Rosja)
- nominacja: najlepsze zdjęcia − Bruno Delbonnel
- nominacja: najlepsze kostiumy − Lidija Krijukowa
- nominacja: najlepsza scenografia i dekoracja wnętrz − Jiri Trier, Jelena Żukowa

25. ceremonia wręczenia Europejskich Nagród Filmowych
- nominacja: Najlepszy Europejski Operator − Bruno Delbonnel
- nominacja: Najlepszy Europejski Scenograf − Jelena Żukowa